# Kultursommer Rheinland-Pfalz

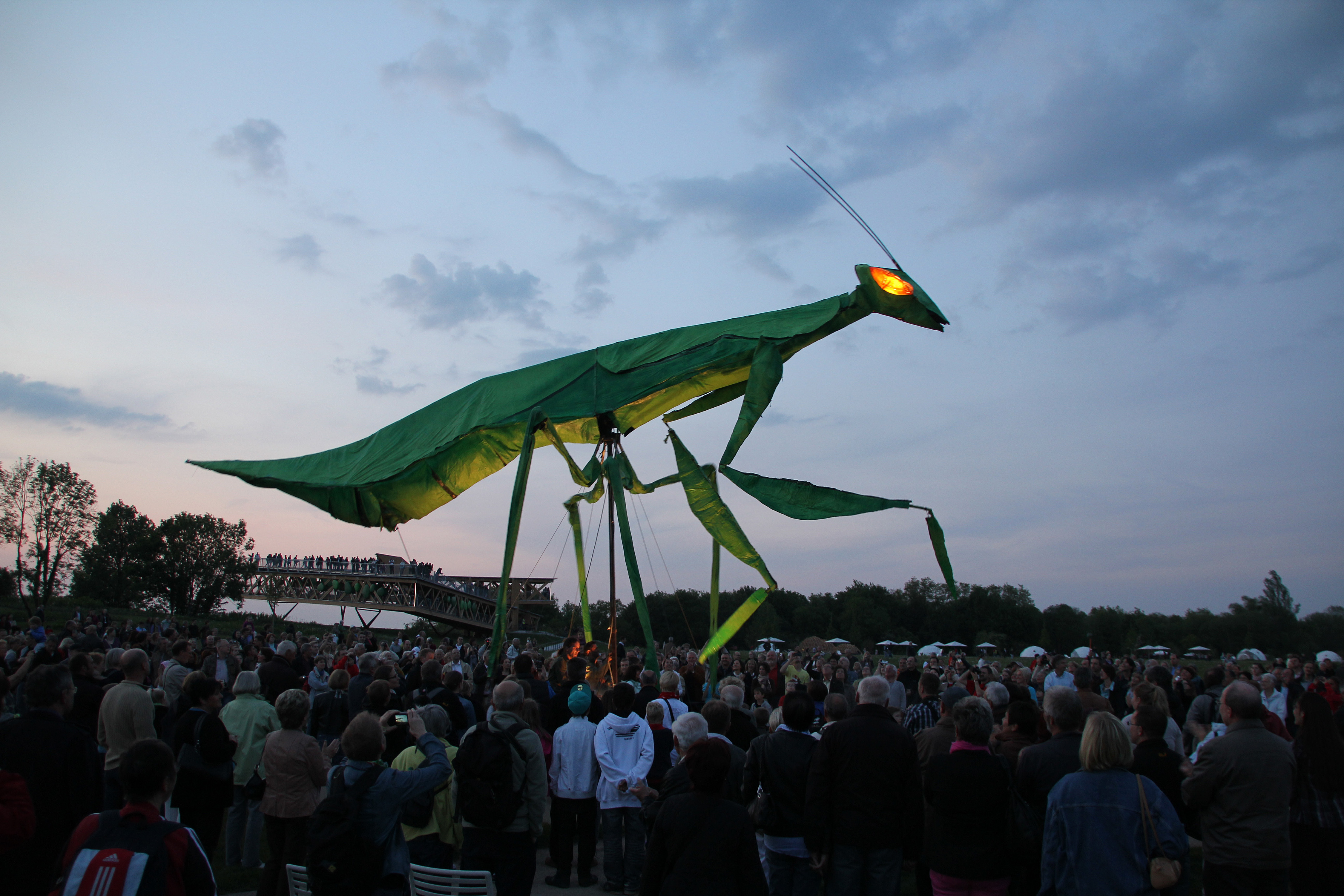
Eröffnung des Kultursommers Rheinland-Pfalz während der Bundesgartenschau 2011 (Festung Ehrenbreitstein in Koblenz), Straßentheater mit der Cia. Sarruga

Früheres Logo

Der Kultursommer Rheinland-Pfalz ist eine Initiative des Landes Rheinland-Pfalz, die kulturelle Projekte im gesamten Land unter einem gemeinsamen Dach bündelt und fördert. Der Kultursommer findet jedes Jahr vom 1. Mai bis zum 31. Oktober (bis 2017: 3. Oktober) statt und hat mittlerweile überregionale Ausstrahlung gewonnen.
Der Kultursommer Rheinland-Pfalz wurde 1992 vom Landesministerium für Kultur ins Leben gerufen, um das vielseitige kulturelle Angebot in allen Regionen des Bundeslandes bekannter zu machen. Gleichzeitig erhoffte man sich eine stärkere Vernetzung der Kulturschaffenden im Land.
Die Erwartungen wurden mehr als erfüllt, die Initiative entwickelte sich schnell zu einem überregional beachteten Vorbildprojekt, das zur Weiterentwicklung und Stärkung des kulturellen Lebens in Rheinland-Pfalz bedeutend beigetragen hat. Mittlerweile finden sich im Programm rund 250 Kulturprojekte unterschiedlichster Art, von jährlichen Großveranstaltungen wie den Nibelungenfestspielen in Worms über die Eigenprojekte und Reihen, mit denen die Projektleiter des Kultursommers das Angebot ergänzen, bis hin zu einmaligen Motto-Projekten.

## Organisation
Der Kultursommer ist ein Kooperationsmodell. Über die personelle und räumliche Infrastruktur für die Veranstaltungen verfügen die Kommunen und die freien Kulturträger. Von diesen und mit ihnen zusammen wird – koordiniert von der Kultursommer-Geschäftsstelle in Mainz – der Kultursommer durchgeführt.
1992 startet der Kultursommer als Initiative der Landesregierung Rheinland-Pfalz, angesiedelt im dafür zuständigen Ministerium für Kultur. Im Juli 1994 wird aus dem Kultursommer ein eingetragener Verein, seine Mitglieder sind Referenten des Ministeriums für Bildung, Wissenschaft, Jugend und Kultur; im Vorstand ist die Ministerin. Seine finanzielle Grundlage wird durch Zinserträgen des Kapitals der Stiftung Rheinland-Pfalz für Kultur gesichert; seit 2008 erfolgt dieses in Form einer institutionellen Förderung.
Zum 1. Januar 2022 hat Teneka Becker die Gesamtleitung des Kultursommers in der Nachfolge von
Jürgen Hardeck, der 27 Jahre die Geschäftsführung innehatte, übernommen.

## Jahresmotto
Jedes Jahr steht der Kultursommer Rheinland-Pfalz unter einem neuen Motto, auf das in zahlreichen Kulturveranstaltungen Bezug genommen wird. Es stellt einen thematischen Schwerpunkt dar, ist jedoch für die einzelnen Projekte nicht verbindlich.
| - 1993: „Europa“ - 1994: „Begegnung der Künste“ - 1995: „Nachbar Amerika“ - 1996: „Kultur und Medien“ - 1997: „Zukunft hat Vergangenheit“ - 1998: „Jugend auf Kul-Tour“ - 1999: „Rendezvous mit Frankreich“ | - 2000: „Muse, Mensch, Maschine“ - 2001: „Stadt, Land, Fluss“ - 2002: „Reise in die Romantik“ - 2003: „Ein Land – viel(e) Kultur(en)“ - 2004: „Kennst Du das Land …?“ (Italien) - 2005: „Kultur und Wissenschaft“ - 2006: „Welt-Meister“ | - 2007: „Rebellen, Reformer und Revolutionäre“ - 2008: „Arbeitswelten – Lebenswelten“ - 2009: „Cool Britannia“ - 2010: „Über Grenzen“ - 2011: „Natürlich Kultur“, Eröffnung auf der BUGA 2011 - 2012: „Gott und die Welt“ - 2013: „Eurovisionen“ | - 2014: „Mit allen Sinnen“ - 2015: „Helden und Legenden“ - 2016: „Der Sommer unseres Vergnügens“ - 2017: „Epochen und Episoden“ - 2018: „Industrie-Kultur“ - 2019: „Heimat(en)“ - 2020/2021: „Nordlichter“ - 2022: „Kompass Europa: Ostwind“ - 2023 „Kompass Europa: westwärts“ |

## Veranstaltungen
An einem Wochenende Anfang Mai, jedes Jahr in einer anderen rheinland-pfälzischen Stadt, wird der Kultursommer eröffnet.
- Internationale Orgelfestwochen
- Vokalmusik entlang der Romanischen Straße
- VokalStern
- Festivalstern Jugendtheater
- Festivalstern Figurentheater
- Eifel Literatur Festival
- Nibelungenfestspiele in Worms
- Antikenfestspiele und Brot & Spiele in Trier
- Inselsommer in Ludwigshafen
- OpenOhr Festival in Mainz
- Mosel Musikfestival
- No Strings Attached – Figurentheater & mehr in Mainz
- Grenzenlos Kultur – Integratives Theaterfestival in Mainz
- Internationales Jazzfestival Kammgarn in Kaiserslautern
- Internationales Gaukler- und Kleinkunstfestival in Koblenz
- Lichtströme Koblenz 2011
- Eifel-Kulturtage
- International Guitar Festival & Academy in Koblenz
- Theatersommer in Idar-Oberstein
- Denkbares. Begegnung mit Menschen und Büchern
- Lahnsteiner Bluesfestival
- Tatort Eifel
- Heimat Europa Filmfestspiele in Simmern/Hunsrück
- Palatia jazz in der Pfalz
- Weltmusikfestival Horizonte 2023